# 卡里馬塔群島
卡里馬塔群島是印度尼西亞的小型群島，位於婆羅洲西岸對開海域，提供由低地的紅樹林和熱帶雨林至1000米山頂的山地灌叢（montane shrubland）等不同生態系統。